# Medetera incrassata
Medetera incrassata är en tvåvingeart som först beskrevs av Frey 1909.  Medetera incrassata ingår i släktet Medetera och familjen styltflugor. Enligt den finländska rödlistan är arten nära hotad i Finland. Arten är reproducerande i Sverige. Artens livsmiljö är friska och lundartade moar. Inga underarter finns listade i Catalogue of Life.